# Irish Fullerton
Fatima Irish Fullerton (26 de julio de 1983) es una cantante y actriz filipina-estadounidense, ex-competidora de la Pinoy Dream Academy. De padre estadounidense y madre filipina, ella fue criada por su mamá y su padrastro en los Estados Unidos. Además estudió enfermería en Tracy, California, además que nunca conoció a su padre biológico y no está aún interesada hasta la fecha en reunirse con él. 

## Pre Académico PDA
Ella actuó en un episodio antes de Maalala Mo Kaya en los Estados Unidos, protagonizada por Heart Evangelista y Geoff Eigenmann, además que ella era popular antes, no puedia ser descrito, ya que apareció en dos escenas, donde se han encontrado importantes diálogos. Ella interpretó a una mesera. En los primeros 6 Noches de Gala, que no fue nominada para seis semanas, pero durante en las últimas seis noches de gala, fue nominada en cuatro ocasiones (7, 9, 10 y 12 Noches de Gala). Nunca fue una estrella Académica, pero por lo general permaneció en el Top 3 puntos (Top 3 durante la 2.ª y 6.ª Gala, Comienzo de la página 2 - 3.ª, 5.ª Gala, Gala y 8). En el segundo, Michelle Michelle se salvó cuando fue expulsada automáticamente para su tercera prueba, junto a Jay-R, pero fue salvado por los profesores como Joan golpes y Davey. Irish fue salvada por los espectadores, de nuevo junto con Ronnie Panky en su último nombramiento. La mayor puntuación que recibió fue 9,30 (5.ª Noche de Gala) cuando ella tenía un dúo con Chad Peralta de la canción n.º I y finalmente encontró alguien, y su más bajo puntaje fue de 6,13 (10.ª Noche de Gala). Irish en la puntuación media para las 12 Noches de Gala es 8,07, para ella fue bastante alto, más alto entre los 4 restantes después de Yvan académicos, Panky y Yeng. Entre las canciones que cantaba en la Academia que le dio una buena reputación fueron Kailan Kaya, Isang Linggong Pag-ibig, Magdalena, de más de la vida, ¡Oh Holy Night y Hiram.

## Vida personal
A la fecha setiembre de 2020 se rumorea que es la novia del cantante Jay-R Siaboc, según informes en 2007, fue Jay-R Siaboc cuando ella estaba en Filipinas, al mismo tiempo, se dice que ella salió con un chico llamado Eric de su ciudad natal de Tracy, CA. Eric e Irish, más tarde se separaron porque Eric la descubrió que estaba andando con Siaboc Jay-R después de que ella insistió en que los dos eran amigos. Entre 2008 y 2009 durante las vacaciones de 2008, ella y Jay-R pasaron la Navidad y el Año Nuevo juntos en su ciudad natal. Jay-R regresó a Filipinas a principios de enero de 2009 debido a las obligaciones con la cadena televisiva ABS-CBN. Irish también regresó a Filipinas, país de origen de su mamá a principios de marzo. Una semana después de su regreso, Irish y Jay-R terminaron supuesta relación amorosa y al día siguiente ella tenía un nuevo novio.

## Filmografía
- Pinoy Dream Academy (2006)
- Princess Sarah (2007)

- Datos: Q3550495